# یواس‌اس لانگ بیچ (سی‌جی‌ان-۹)
یواس‌اس لانگ بیچ (سی‌جی‌ان-۹) (به انگلیسی: USS Long Beach (CGN-9)) یک کشتی بود که طول آن ۷۲۱ فوت ۳ اینچ (۲۱۹٫۸۴ متر) بود. این کشتی در سال ۱۹۵۹ ساخته شد. این کشتی، اولین کشتی اتمی (با پیشرانه راکتور هسته ای) جنگی جهان بود.